# Nguyễn An Ninh (phường)
Nguyễn An Ninh là một phường thuộc thành phố Vũng Tàu, tỉnh Bà Rịa – Vũng Tàu, Việt Nam.

## Địa lý
Phường Nguyễn An Ninh nằm ở phía đông thành phố Vũng Tàu, có vị trí địa lý:
- Phía đông giáp Phường 10 và biển Đông
- Phía tây giáp Phường 9
- Phía nam giáp Phường 8 và biển Đông
- Phía bắc giáp phường Thắng Nhất.

Phường có diện tích 4,11 km², dân số năm 2004 là 8.217 người, mật độ dân số đạt 1.999 người/km².

## Lịch sử
Lịch sử phường Nguyễn An Ninh gắn liền với quá trình người Kinh đến lưu trú và định cư tại Vũng Tàu. Vào thời vua Gia Long (1802-1820), để kiểm soát và bảo vệ khu vực vịnh Gành Rái, cửa biển Cần Giờ, triều đình Huế đã cử 3 đội thủy binh (gọi là "thuyền") vào Vũng Tàu trấn giữ, dẹp nạn cướp biển, bảo vệ dân lành. Sau khi nạn cướp biển được dẹp yên, vua cho cấp đất lập làng. Khu vực phường Nguyễn An Ninh hiện nay nằm trên địa bàn làng Thắng Tam cũ, có vị trí bao gồm toàn bộ khu vực phường 1, 2, 4, 8, Thắng Tam, Nguyễn An Ninh ngày nay.
Sau ngày thống nhất đất nước, địa bàn phường ngày nay nằm trong khu vực của phường Thắng Tam, thị xã Vũng Tàu.
Phường 8 được thành lập vào ngày 14 tháng 5 năm 1986 trên cơ sở một phần diện tích và dân số của phường Thắng Tam cũ. Khi mới thành lập, phường trực thuộc đặc khu Vũng Tàu – Côn Đảo.
Ngày 12 tháng 8 năm 1991, đặc khu Vũng Tàu - Côn Đảo giải thể, Phường 8 trực thuộc thành phố Vũng Tàu, tỉnh Bà Rịa - Vũng Tàu.
Ngày 24 tháng 12 năm 2004, chính phủ quyết định thành lập phường Nguyễn An Ninh trên cơ sở 411,13 ha diện tích tự nhiên và 8.217 người của Phường 8 và 38,15 ha diện tích tự nhiên của Phường 10.

## Chính trị
Hội đồng Nhân dân và Ủy ban Nhân dân phường là hai cơ quan quyền lực Nhà nước ở địa phương này. Trong đó, Hội đồng nhân dân hiện tại là hội đồng nhân dân khóa 2021-2026, được bầu tại kỳ bầu cử Quốc hội khóa XV. Đứng đầu hội đồng nhân dân là Chủ tịch Hội đồng nhân dân. Trước đó, từ năm 2008 đến 2016, phường này không có hội đồng nhân dân, do thực hiện thí điểm không tổ chức hội đồng nhân dân.
Ủy ban Nhân dân là cơ quan chấp hành của Hội đồng nhân dân. Đứng đầu cơ quan này là Chủ tịch ủy ban nhân dân.
Về mặt Đảng, Đảng ủy phường Nguyễn An Ninh là cơ quan lãnh đạo của Đảng Cộng sản Việt Nam tại địa phương.
Trụ sở Đảng ủy, Hội đồng nhân dân và Ủy ban nhân dân phường đặt tại số 272 đường Nguyễn An Ninh.

### Bầu cử
Ở cấp tỉnh, phường Nguyễn An Ninh thuộc đơn vị bầu cử số 2, gồm các phường 8, 9, 10, Thắng Nhì, Rạch Dừa và Nguyễn An Ninh, bầu ra 5 đại biểu cho Hội đồng nhân dân tỉnh Bà Rịa - Vũng Tàu.
Ở cấp thành phố, phường nằm trong đơn vị bầu cử số 5, cùng với phường 10, bầu ra 5 đại biểu cho Hội đồng nhân dân thành phố Vũng Tàu.

## Hạ tầng
Trên địa bàn phường có duy nhất 1 trường phổ thông là trường tiểu học Nguyễn Viết Xuân, nằm trong khu đô thị mới Chí Linh.
Nhà thi đấu đa năng tỉnh Bà Rịa-Vũng Tàu hiện tọa lạc tại địa phương này.
Trong phường có dự án Khu công viên văn hóa - đô thị mới Bàu Trũng. Dự án đã được công bố từ năm 2000 nhưng vẫn chưa được triển khai.